# Craspedosis aurianalis
Craspedosis aurianalis är en fjärilsart som beskrevs av Louis Beethoven Prout 1931. Craspedosis aurianalis ingår i släktet Craspedosis och familjen mätare. Inga underarter finns listade i Catalogue of Life.